# Mary Eliza Porter
Pour les articles homonymes, voir Porter.
Mary Eliza Porter (6 octobre 1835 — 9 février 1905) est une directrice d'école britannique, engagée en faveur de l'éducation des filles. 

## Biographie
Mary Eliza Porter naît à Chelsea, fille aînée de Joseph Long Porter, libraire, et de Sarah De Bock. Elle est baptisée à la chapelle congrégationaliste (Trevor Chapel) le 14 février 1836. Elle fait ses études au Queen's College, Harley Street de 1850 à 1855, puis est directrice adjointe puis directrice de la Bolham School, à Tiverton, dans le Devon qui forme des jeunes filles aux fonctions de gouvernantes.
Elle s'engage dans différentes campagnes en faveur de l'éducation des jeunes filles et des femmes. Elle est membre de la Kensington Society et côtoie différentes leaders du mouvement suffragiste et de l'éducation. Elle soutient notamment la pétition adressée à l'université de Cambridge par Emily Davies, qui demande que les filles puissent passer les examens d'admission à l'université. Elle-même présente les élèves de son école à ces examens, dès que les filles peuvent s'y inscrire. Elle témoigne devant la commission d'enquête scolaire le 14 mars 1866 et indique que la possibilité de présenter ces examens d'accès à l'université a un effet positif et bénéfique sur le plan scolaire pour les jeunes filles. Elle signe la pétition en faveur du droit de vote des femmes publiée dans la Fortnightly Review en 1889.
Elle ouvre sa propre école en 1866, dont elle laisse la direction à sa sœur en 1871, et est nommée directrice d'une école de filles à Keighley, la Drake & Tonson Girls’ Grammar School, première école ouverte dans le cadre du développement de l'enseignement des filles en Angleterre, puis en 1875, elle prend ses fonctions de directrice de la Bradford Girls's Grammar School à Bradford. Elle met en place un enseignement de gymnastique, le Swedish Drill. Elle dirige successivement une école à Castletown (Île de Man) (1880-1882) puis la Bedford Girls' Modern School (BGMS), renommée Dame Alice Harpur School (en) en 1946) de 1882 à 1894. Elle démissionne en 1894, se sentant peu soutenue par le conseil d'administration de l'école.
Elle est engagée dans plusieurs associations en faveur de l'éducation des filles. Elle est notamment membre fondatrice de l'association des directrices d'écoles en 1874 et organise le congrès de l'association à Bedford en 1878. 
Elle prend sa retraite à Barnet, et meurt à Londres, le 9 février 1905.